# Pseudomastax
Pseudomastax is een geslacht van rechtvleugeligen uit de familie Eumastacidae. De wetenschappelijke naam van dit geslacht is voor het eerst geldig gepubliceerd in 1914 door Bolívar.

## Soorten
Het geslacht Pseudomastax omvat de volgende soorten:
- Pseudomastax aureoguttata Descamps, 1979
- Pseudomastax beieri Descamps, 1970
- Pseudomastax brevipennis Saussure, 1903
- Pseudomastax brunneiceps Descamps, 1979
- Pseudomastax carlosi Descamps, 1973
- Pseudomastax cinchonae Descamps, 1974
- Pseudomastax collaris Gerstaecker, 1889
- Pseudomastax coprophila Descamps, 1982
- Pseudomastax defurcata Descamps, 1970
- Pseudomastax falcicerca Descamps, 1973
- Pseudomastax gaudens Burr, 1899
- Pseudomastax guttatifrons Descamps, 1979
- Pseudomastax imitatrix Gerstaecker, 1889
- Pseudomastax infuscata Descamps, 1970
- Pseudomastax laeta Gerstaecker, 1889
- Pseudomastax magna Giglio-Tos, 1898
- Pseudomastax nigroplagiata Descamps, 1970
- Pseudomastax personata Bolívar, 1881
- Pseudomastax pictifrons Bruner, 1922
- Pseudomastax taeniata Saussure, 1903
- Pseudomastax triguttata Descamps, 1982
- Pseudomastax vicina Burr, 1899